# Constantin Ritzmann
Constantin Ritzmann (* 20. Dezember 1979 in Freiburg im Breisgau) ist ein ehemaliger American-Football-Spieler der National Football League (NFL) auf der Position des Defensive Ends.

## Frühes Leben bis 1999
Ritzmann wuchs in Pfaffenweiler bei Villingen-Schwenningen im Schwarzwald auf. Er fing bei den Danube Hammers in Donaueschingen an, Football zu spielen. Er spielte in der Jugend der Berlin Adler und in der German Football League bei den Hamburg Blue Devils. Ferner war er Mitglied in den Junioren-Nationalteams des AFVD und des EFAF. Bereits hier bekam er einige Ehrungen, z. B. wurde er beim Vergleich der Europäer gegen die Mexikaner 1998 zum Most Valuable Player gekürt. Bei einem früheren Austauschjahr in den USA kam er erstmals in Kontakt mit American Football in dessen Mutterland. Für die Mannschaft der North Florida Christian High School in Tallahassee stellte er einige Rekorde auf, so erzielte er 26 Sacks und 150 Tackles in 14 Spielen und spielte im Georgia-Florida-All-Star-Spiel, war also einer der besten High-School-Footballer Floridas in diesem Jahr. Hier wurde er auch von den Talentscouts der NFL Europa (früher NFL Europe), entdeckt.

## Im College ab 1999
1999 wechselte Ritzmann zur University of Tennessee und spielte dort College Football für die Volunteers. Während seiner Karriere auf dem College trug er die Trikotnummer 6. In den ersten Jahren noch nicht Stammspieler, spielte er 2001 immerhin schon alle 13 Spiele der Volunteers mit, startete aber nur in dreien aufgrund von Verletzungen der anderen Starter. In diesem Jahr erzielte er auf drei verschiedene Arten Punkte. Zuerst erzielte er einen Safety gegen einen Quarterback des Colleges von Syracuse. Im gleichen Spiel fing er einen Pass zur Two Point Conversion, dem Zusatzversuch für zwei Punkte nach dem Touchdown. Im Spiel gegen die University of Kentucky sicherte er einen von Teamkollegen abgefangenen, aber in der Endzone verlorenen Ball zum Touchdown.
Die Saison 2002 fand wegen einer schwerwiegenden Verletzung ohne Ritzmann statt.
Ein Jahr später wurde Ritzmann zu einem der Team Captains ernannt. Dementsprechend bekam er auch viel Spielzeit und startete als einziger Defensive Lineman in allen 13 Spielen, wobei er 3,5 Quarterback Sacks (drei alleine und einen mit einem Teamkollegen) und 52 Tackles erzielte, inklusive vier Tackles im Peach Bowl gegen Clemson University.

## In der NFL
Nach Beendigung seiner College-Zeit wurde Ritzmann 2004 von den Buffalo Bills unter Vertrag genommen, wurde aber in der gesamten Saison nicht eingesetzt. In der nächsten Saison war er sogar nur noch im Practice Squad, d. h., er trainierte nur, ohne spielen zu dürfen. Kurz vor Ende dieser Saison, am 14. Dezember 2005, wechselte er zu den Atlanta Falcons und hatte dort seinen ersten NFL-Einsatz in einem der verbleibenden drei Spiele, die die Falcons jeweils verloren. Ritzmann kam am Heiligabend in Tampa Bay in den letzten acht Spielzügen zum Einsatz. Nach Ende der Saison 2005 bekam er im März 2006 von Atlanta kein Angebot und wurde Free Agent ohne Vertragsbindung. 
Im Frühsommer 2006 trainierte er bei den New Orleans Saints.
Im Frühjahr 2007 spielte er für Berlin Thunder.